# Gintrac
Gintrac är en kommun i departementet Lot i regionen Occitanien i södra Frankrike. Kommunen ligger i kantonen Bretenoux som tillhör arrondissementet Figeac. År 2022 hade Gintrac 95 invånare.

## Befolkningsutveckling
Antalet invånare i kommunen Gintrac
| Referens: INSEE |